# Ерік Джонсон (хокеїст)
Ерік Роберт Джонсон (англ. Erik Robert Johnson; нар. 21 березня 1988, м. Блумінгтон, США) — американський хокеїст, захисник. Виступає за «Філадельфія Флаєрс» у Національній хокейній лізі.
Виступав за Міннесотський університет (NCAA), «Пеорія Рівермен» (АХЛ), «Сент-Луїс Блюз», «Колорадо Аваланч», «Баффало Сейбрс».
В чемпіонатах НХЛ станом на жовтень 2024 року  — 994 матчі (93+251). 
У складі національної збірної США учасник зимових Олімпійських ігор 2010 (6 матчів, 1+0), учасник чемпіонату світу 2007 (7 матчів, 0+2). У складі молодіжної збірної США учасник чемпіонатів світу 2006 і 2007. У складі юніорської збірної США учасник чемпіонатів світу 2005 і 2006.
Досягнення
- Срібний призер зимових Олімпійських ігор (2010)
- Бронзовий призер молодіжного чемпіонату світу (2007)
- Переможець юніорського чемпіонату світу (2005, 2006).